# Vågsøy
Vågsøy est une île norvégienne située sur la commune de Kinn dans le comté de Vestland.
L'île, dont la surface est de 59,1 km2, se trouve du côté nord de l'embouchure du Nordfjord, le sixième plus long fjord de Norvège. La péninsule de Stad se trouve au nord de l'île, les îles de Silda (en)et de Barmøya (en) ainsi que le continent se trouvent à l'est de l'île, l'île de Husevågøy (en) se trouve au sud (au milieu de l'embouchure du Nordfjord) et le large se trouve à l'ouest.
L'île comprend plusieurs phares le long de sa côté exposée à l'océan : le phare d'Hendanes, le phare de Kråkenes et le phare de Skongenes.
Le point culminant de l'île est le Veten avec 613 m d'altitude.
L'île est reliée au continent par le pont Måløy (en).
La plus grand ville de l'île est Måløy, qui est également le centre administratif de la municipalité. Les autres villages sont Raudeberg, Kvalheim (en), Langenes (en), Refvik (en), Vågsvåg (en) et Vedvik (en). En 2001 l'île comptait 4 207 habitants. L'île compte deux églises, l'église Nord-Vågsøy (en)à Raudeberg et l'église Sør-Vågsøy (en) à Måløy.

## Galerie

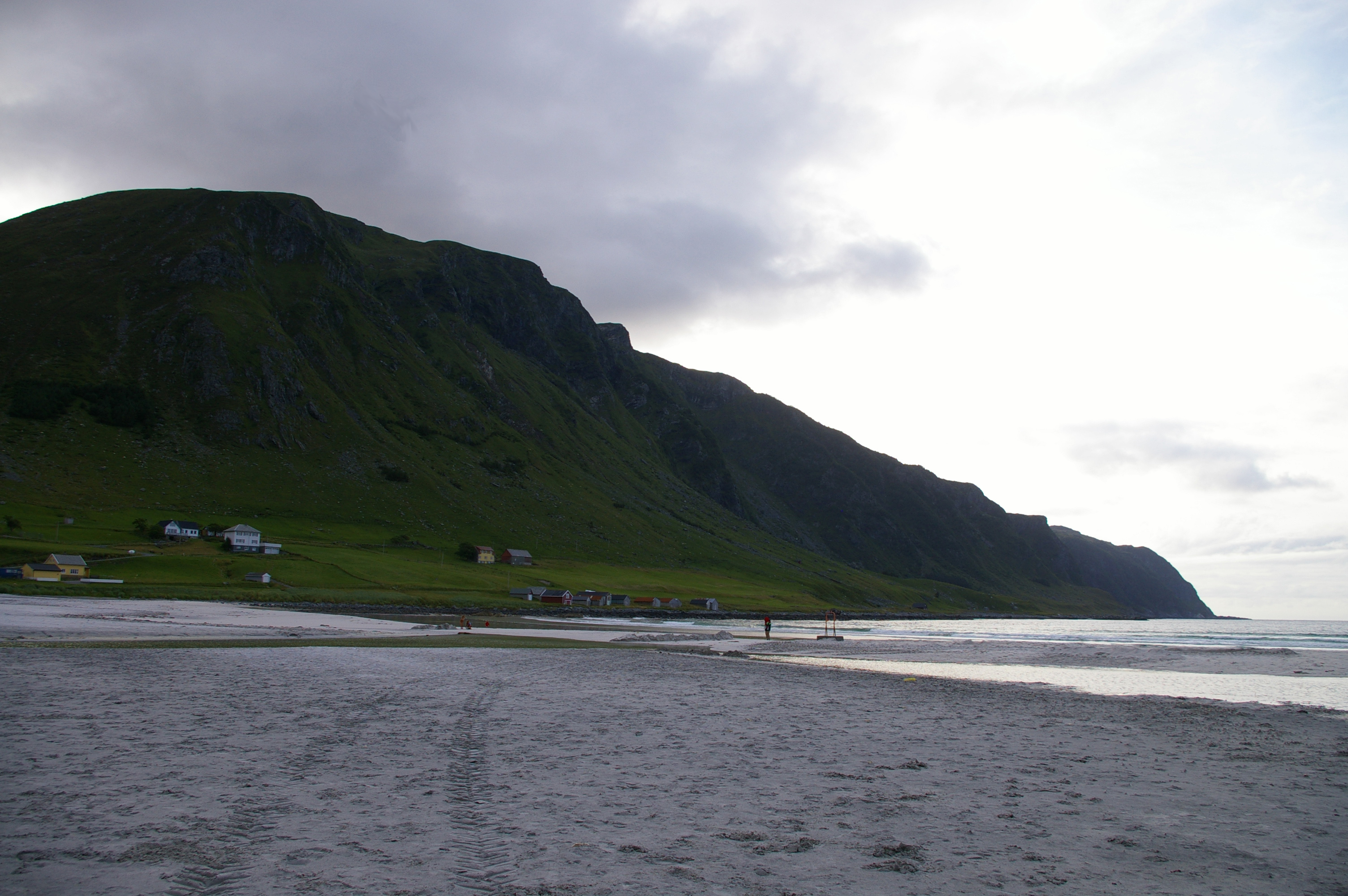
Vue sur la plage de Refvik
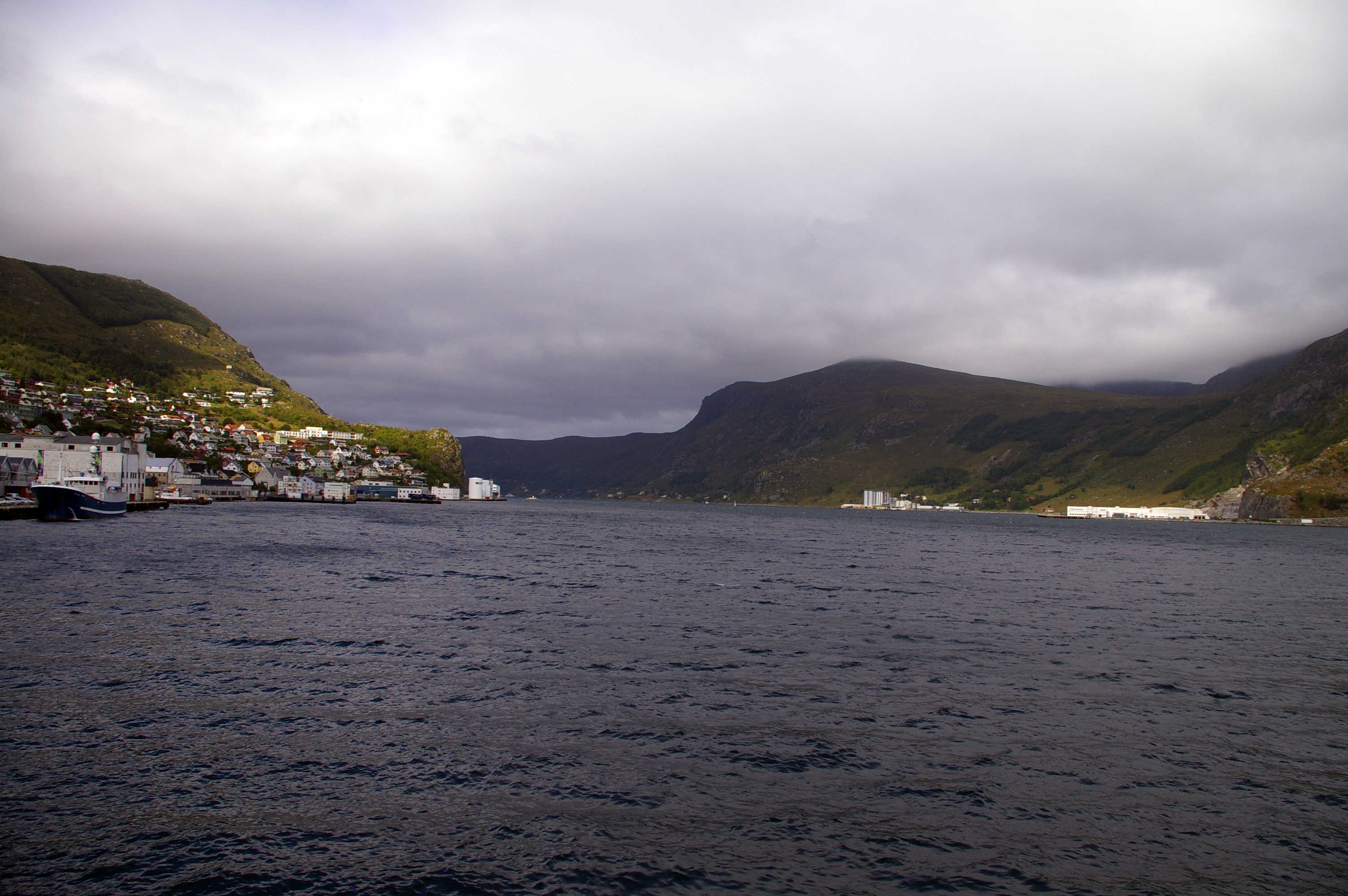
En regardant vers le nord, Måløy sur l'île de Vågsøy est à gauche
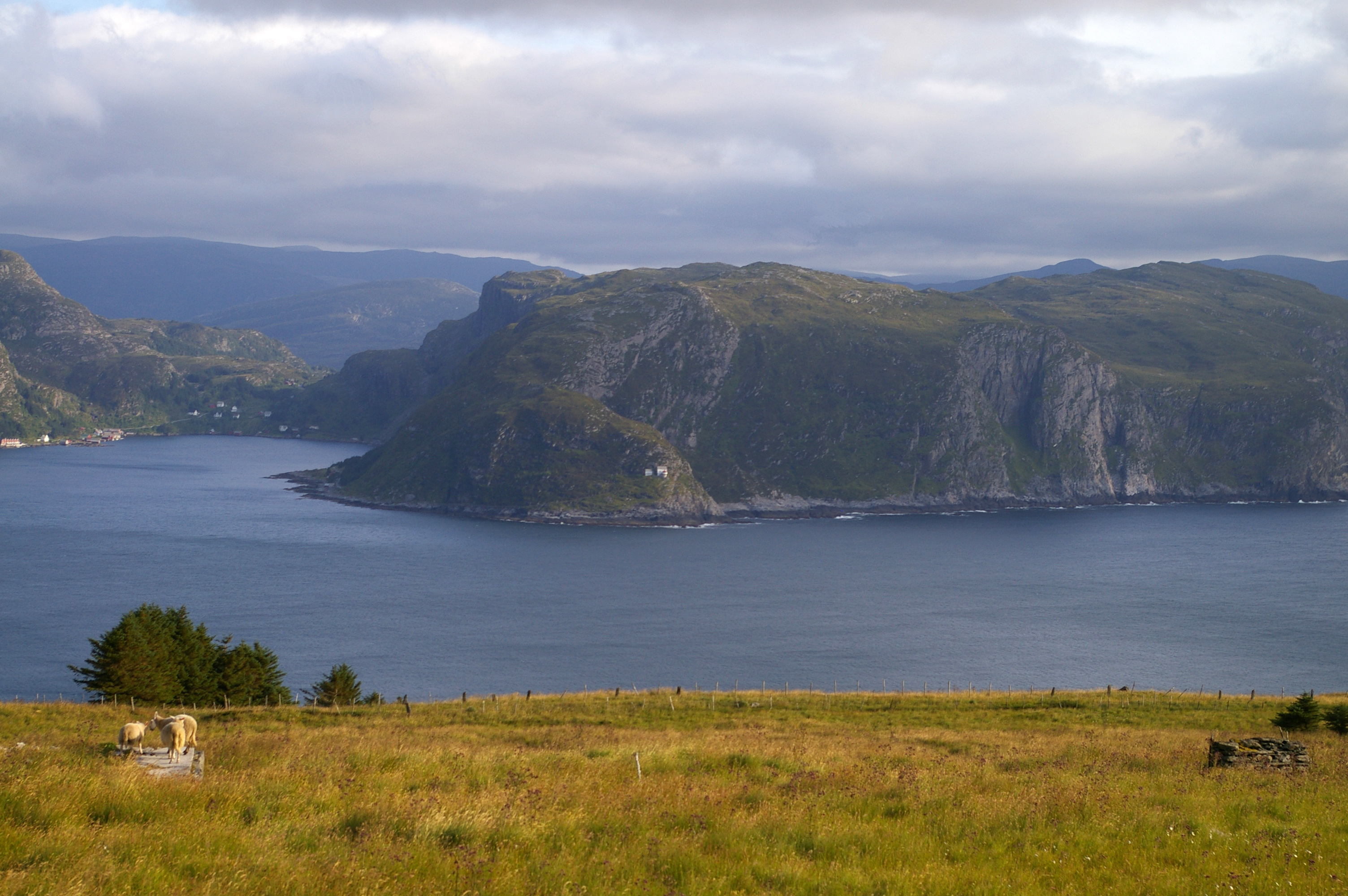
En regardant vers le sud depuis Kvalheim (en) vers le Phare d'Hendanes
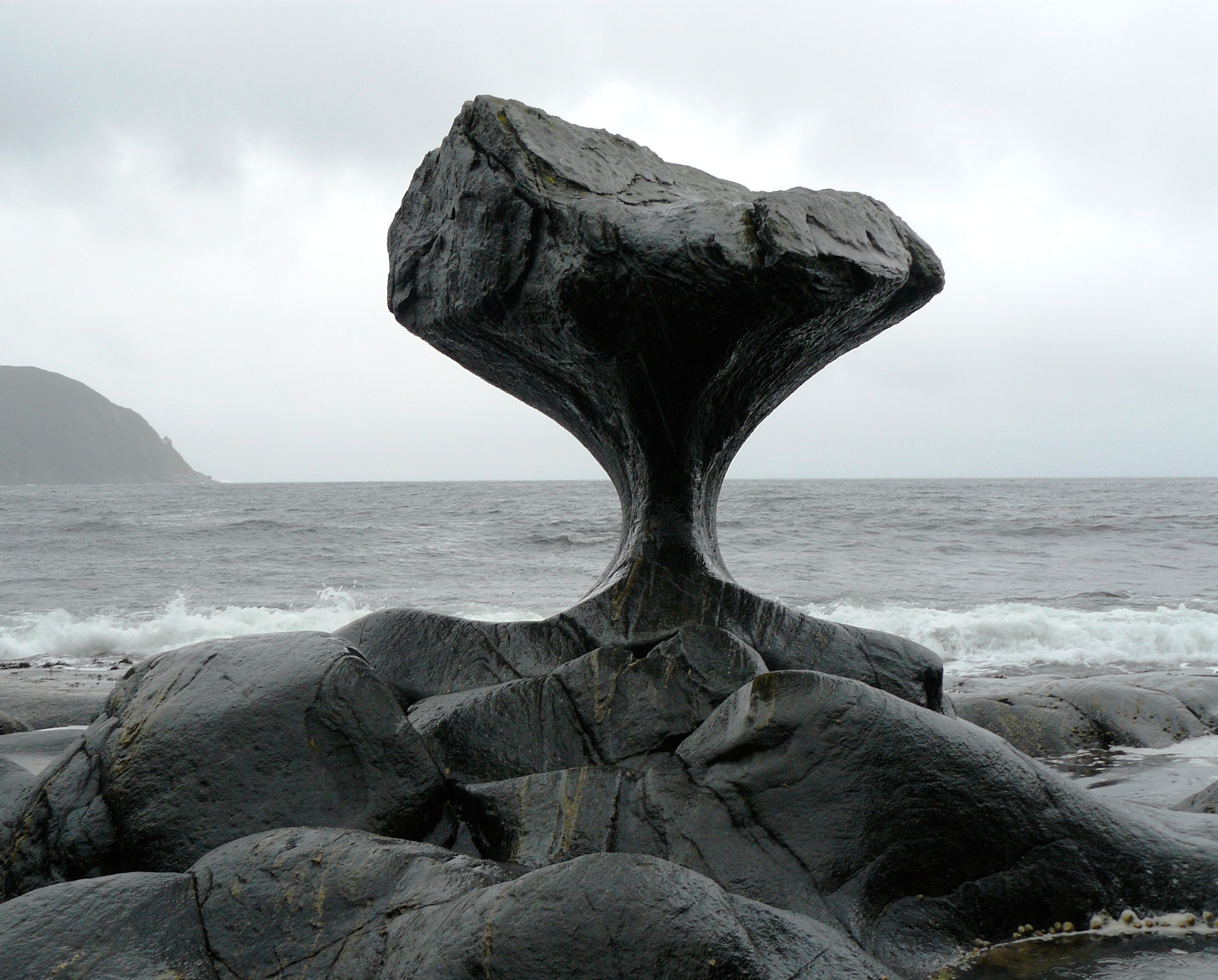
Rocher de Kannesteinen, le long du rivage de Vågsøy
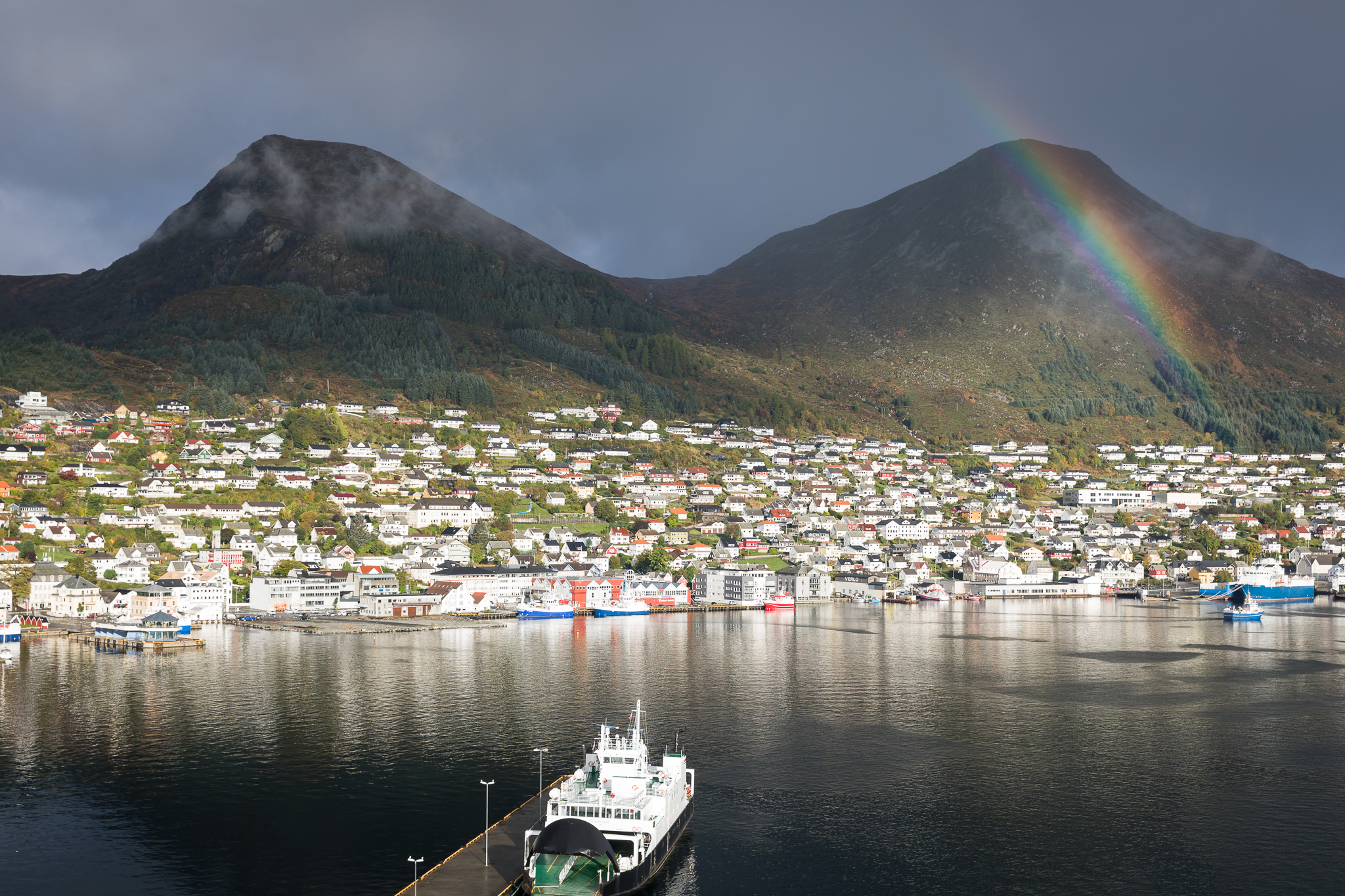
La ville de Måløy
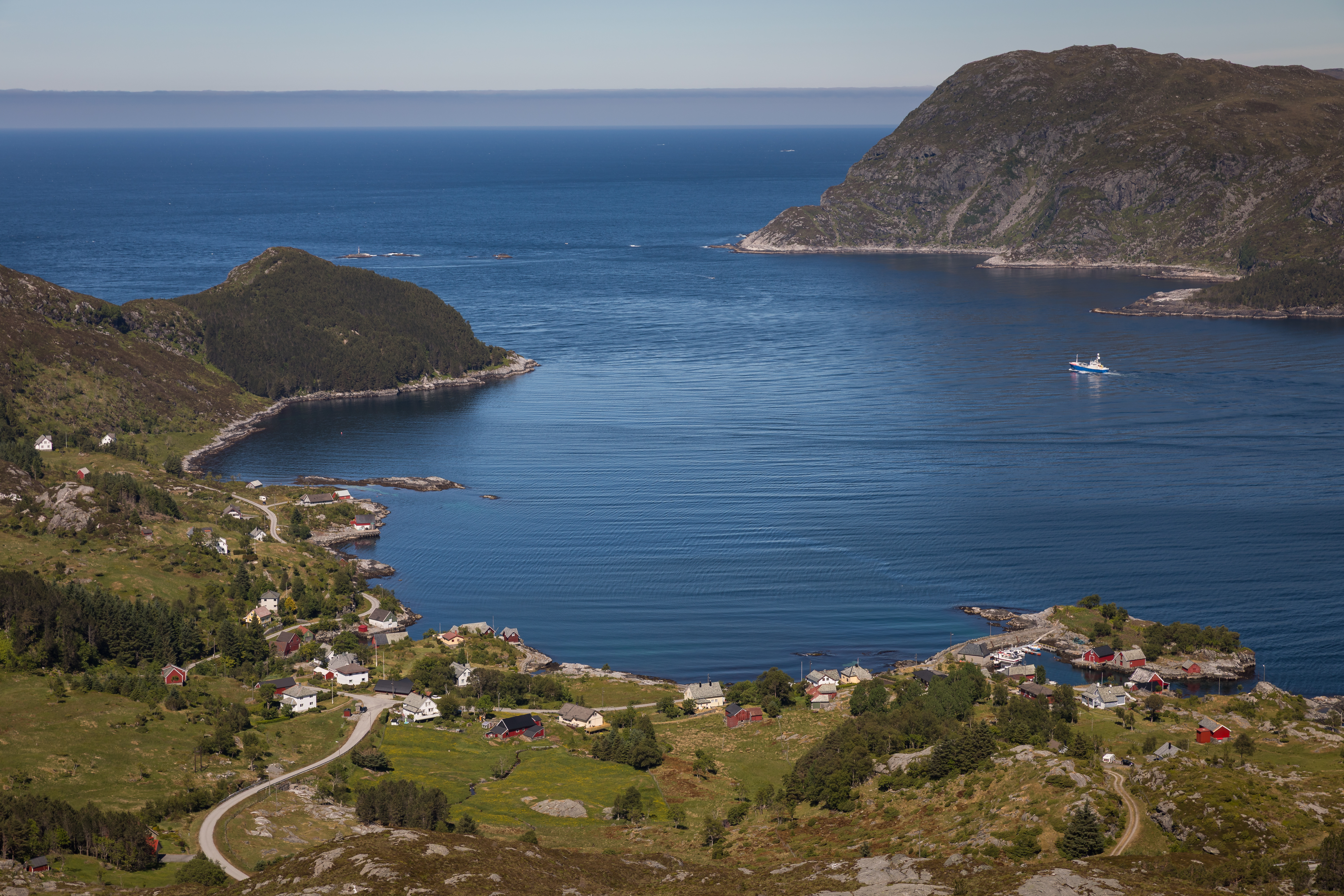
Le petit village d'Husevåg
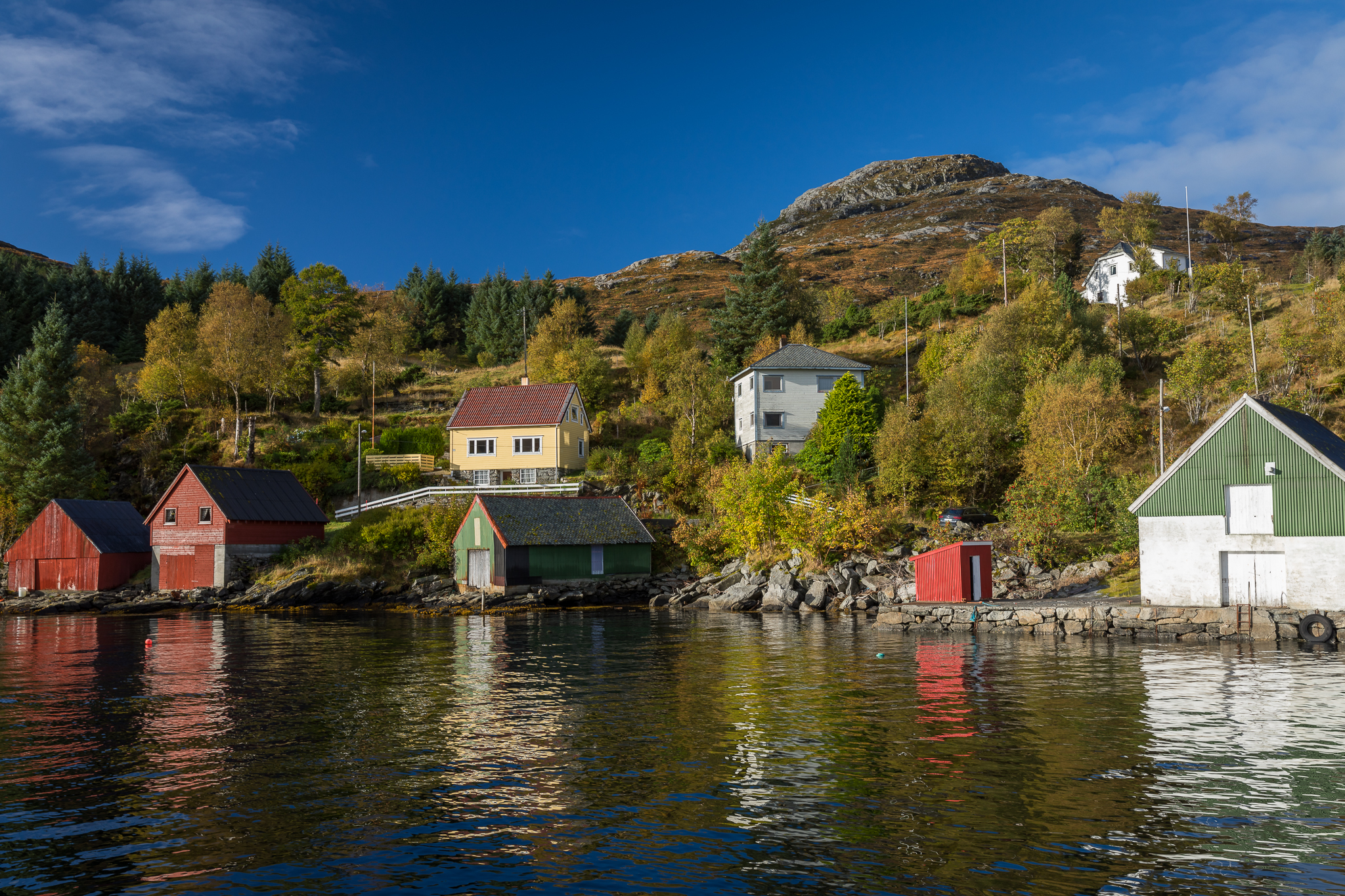
Maisons à Husevåg
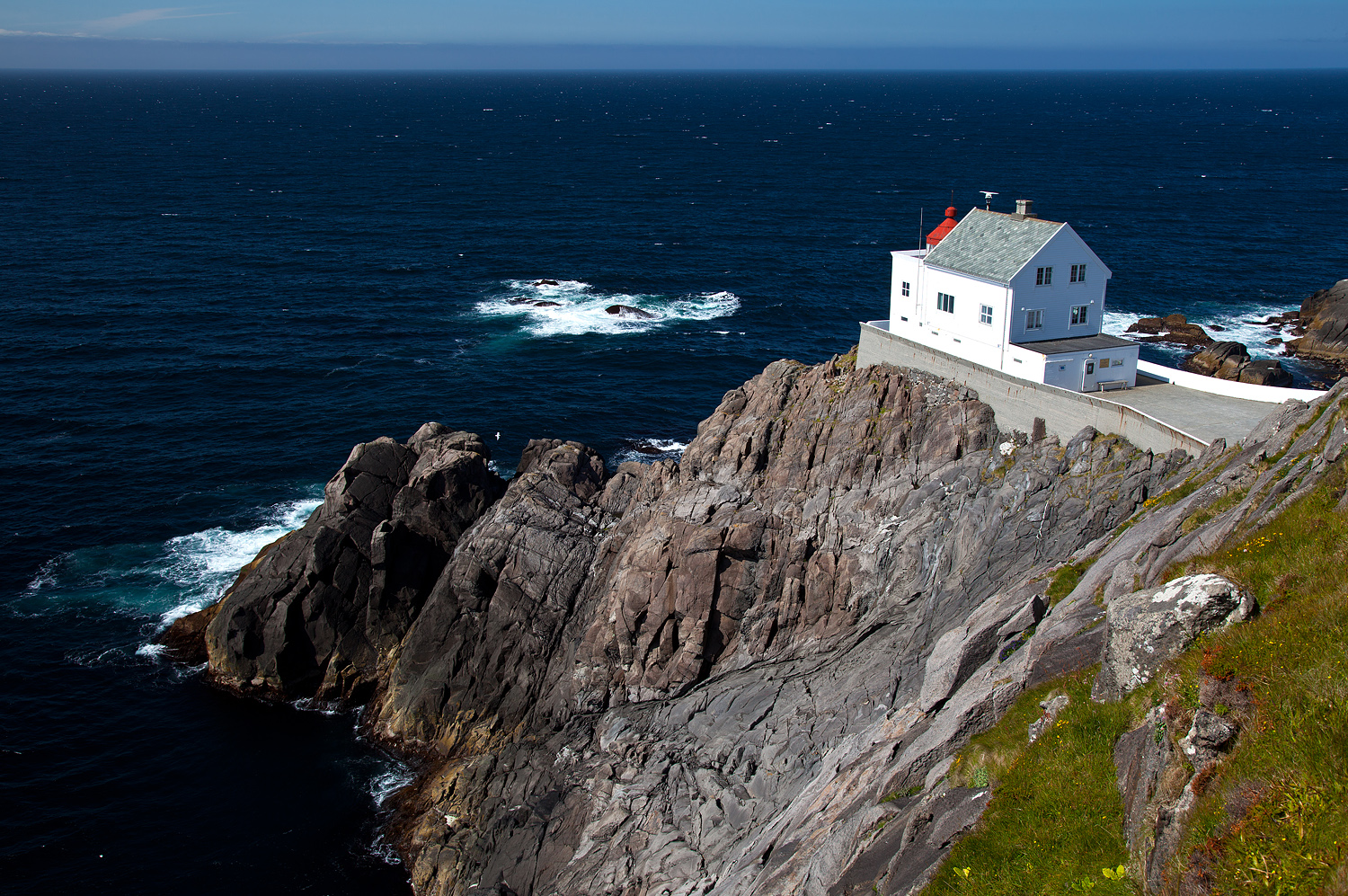
Phare de Kråkenes